# 羟胺还原酶
羟胺还原酶（EC 1.7.1.10）催化下列反应：
NH3 + H2O + 受体 {\displaystyle \rightleftharpoons } 羟胺 + 被还原的受体
此酶的三个底物是氨、水以及电子受体，而它的两个产物则是羟胺以及还原型受体。